# Jemiołowo
Jemiołowo (deutsch Mispelsee) ist ein Dorf in der polnischen Woiwodschaft Ermland-Masuren. Es gehört zur Gmina Olsztynek (Stadt- und Landgemeinde Hohenstein i. Ostpr.) im Powiat Olsztyński (Kreis Allenstein).

## Geographische Lage
Jemiołowo liegt am Südufer des Mispelsees (polnisch Jezioro Jemiołowo) im südlichen Westen der Woiwodschaft Ermland-Masuren, 27 Kilometer südöstlich der früheren Kreisstadt Osterode in Ostpreußen (polnisch Ostroda) bzw. 29 Kilometer südwestlich der heutigen Kreismetropole und Woiwodschaftshauptstadt Olsztyn (deutsch Allenstein).
|  |

## Geschichte
Das kleine Dorf Mispelsee wurde 1407 erstmals erwähnt. Von 1874 bis 1945 war es in den Amtsbezirk Hohenstein i. Ostpr.-Land (polnisch Olsztynek) im Kreis Osterode in Ostpreußen eingegliedert.
Die Zahl der Einwohner Mispelsees belief sich 1910 auf 372, im Jahre 1933 auf 369 und im Jahre 1939 auf 383.
Aufgrund der Bestimmungen des Versailler Vertrags stimmte die Bevölkerung in den Volksabstimmungen in Ost- und Westpreußen am 11. Juli 1920 über die weitere staatliche Zugehörigkeit zu Ostpreußen (und damit zu Deutschland) oder den Anschluss an Polen ab. In Mispelsee stimmten 260 Einwohner für den Verbleib bei Ostpreußen, auf Polen entfielen keine Stimmen.
In Kriegsfolge kam 1945 das gesamte südliche Ostpreußen an Polen. Mispelsee erhielt die polnische Namensform „Jemiołowo“ und ist heute ein Schulzenamt (polnisch Sołectwo) innerhalb der Stadt- und Landgemeinde Olsztynek (Hohenstein i. Ostpr.) im Powiat Olsztyński (Kreis Allenstein), bis 1998 der Woiwodschaft Olsztyn, seither der Woiwodschaft Ermland-Masuren zugeordnet. Im Jahre 2011 zählte Jemiołowo 339 Einwohner.

## Kirche
Bis 1945 war Mispelsee in die evangelische Pfarrkirche Hohenstein (Ostpreußen) in der Kirchenprovinz Ostpreußen der Kirche der Altpreußischen Union, außerdem in die römisch-katholische Stadtkirche Hohenstein im Bistum Ermland eingepfarrt.
Heute ist Jemiołowo weiterhin nach Olsztynek ausgerichtet: römisch-katholischerseits zur Pfarrkirche, jetzt dem Dekanat Olsztynek im Erzbistum Ermland zugeordnet, sowie evangelischerseits zur Kirchengemeinde Olsztynek, einer Filialgemeinde von Olsztyn in der Diözese Masuren der Evangelisch-Augsburgischen Kirche in Polen.

## Verkehr
Jemiołowo liegt an einer Nebenstraße, die von der Stadt Olsztynek (Hohenstein i. Ostpr.) nach Kunki (Kunchengut) führt. Eine Anbindung an den Bahnverkehr existiert nicht.